# Ágios Kírykos
Ágios Kírykos (grec moderne : Άγιος Κήρυκος) est une des municipalités de l'île d’Icarie, en Grèce. C'est le port principal et le centre administratif de l'île. Ágios Kírykos se trouve sur la côte sud-est de l'île. 
On y trouve un petit musée archéologique.